# Подлужье (муниципальный округ Егорьевск)
Подлу́жье — деревня в муниципальном округе Егорьевск Московской области России.

## География
Деревня Подлужье расположена в северной части муниципального округа Егорьевск, примерно в 3 километрах к северу от города Егорьевск. В 1 километре к югу от деревни протекает река Ватаженка. Высота над уровнем моря 137 метров.

## Название
В письменных источниках деревня упоминается как починок Залужский (1544 год), Новопочинок, а Залужье тож (1646 год). С 1705 года за деревней закрепилось название Подлужье.
Название Залужский говорит о том, что починок был залужен, то есть превратился в луг. Наименование Новопочинок указывает, что пашня была снова освоена, а Подлужье говорит о распашке места, бывшего «под лугом».

## История
До отмены крепостного права жители деревни относились к разряду государственных крестьян.
После 1861 года деревня вошла в состав Нечаевской волости Егорьевского уезда. Приход находился в городе Егорьевске.
В 1926 году деревня входила в Алешинский сельсовет Егорьевской волости Егорьевского уезда.
До 1994 года Подлужье входило в состав Ефремовского сельсовета Егорьевского района, а в 1994—2006 годы — Ефремовского сельского округа.
До 2015 года входила в состав городского поселения Егорьевск.

## Демография
В 1885 году в деревне проживало 141 человек, в 1905 году — 161 человек (72 мужчины, 89 женщин), в 1926 году — 110 человек (39 мужчин, 71 женщина). По переписи 2002 года — 10 человек (3 мужчины, 7 женщин). Население — 16 человек (2010).
| 1859 | 1868 | 1885 | 1905 | 1926 | 2002 | 2006 |
| ---- | ---- | ---- | ---- | ---- | ---- | ---- |
| 86   | ↗93  | ↗141 | ↗161 | ↘110 | ↘10  | →10  |
| 2010 |      |      |      |      |      |      |
| ↗16  |      |      |      |      |      |      |